# حزب الكل للنصر
الكل للنصر (بالإسبانية: Todos por la Victoria) هو حزب سياسي في بيرو. في الانتخابات التشريعية التي أجريت في 8 أبريل 2001، فاز الحزب بنسبة 2.0٪ من الأصوات الشعبية ومقعد واحد من أصل 120 مقعدًا في مجلس الشيوخ. وفاز مرشحه الرئاسي في انتخابات اليوم نفسه، ريكاردو نورييغا سالافيري، بنسبة 0.3٪ من الأصوات. لم يشارك الحزب في انتخابات عام 2006.